# Biblos
Biblos (starogrčki: Βύβλος) je grčko ime za fenički grad Gebal (fenički) ili Gubla (asirski, egipatski: Kupna ili Kpn, hebrejski:  גְבַל‎), danas grad Džubail na sjevernoj sredozemnoj obali Libanona, 40 km sjeverno od Bejruta. Grad je središte istoimene županije u pokrajini Gornji Liban koja je osobita po većinskom kršćanskom stanovništvu (maroniti, grčki pravoslavci i melkitski grkokatolici).
Drevno središte Biblosa, koje je prepuno ruševina raznih civilizacija koje su se izmjenivale, upisano je na UNESCO-ov popis mjesta svjetske baštine u Aziji i Oceaniji još 1984. godine, i zbog povijesne važnosti u širenju feničkog alfabeta. 

## Povijest
Filon iz Biblosa, prema fragmentima izvješća nepotvrđenog feničkog povjesničara Sanhuniatona iz 12. stoljeća pr. Kr., navodi kako je Biblos osnovao titan Kron oko 5000. pr. Kr., kao prvi fenički grad. Danas se, uz Alep i Damask, vjeruje kako je jedan od najstarijih kontinuirano naseljenih gradova na svijetu.
Oko 2800. pr. Kr. Biblos je bio utvrđeni grad, čije zidne se pripisuju feničkom bogu Elu, s lukom i mrežom ulica oko velike središnje ulice. Već u tom razdoblju su ostvarili kontakte s Egiptom, pa su grobnice faraona prve dinastije građene drvetom iz Biblosa, najstariji naziv za morsko plovilo u egipatskom je "Bibloški brod", a egipatski faraoni su slali poklone "Bibloškoj gospodarici". Arheolozi su u Biblosu pronašli mnoge egipatske predmete, najstariji iz Četvrte dinastije.
Postojale su dvije feničke luke istog imena, jedna ratna, a druga za promet robe (trgovina). Ova druga je bila samo na dan plovidbe od Egipta i bila je glavna luka za uvoz papirusa (fenički: bublos, grčki: Bύβλος). Tako je ime te luke odredilo ime za "knjigu". Naime prijevod grčke riječi he biblos  je knjiga, a deminutiv plurala je ta biblia, što znači knjižice. Tako je jedna fenička luka odredila ime najpoznatije knjige na svijetu – Biblija. Biblos se i spominje u Bibliji (koja je dobila ime po bibloškom pismu, čiji je najstariji primjer pronađen na sarkofagu bibloškog kralja Ahirama iz oko 1200. pr. Kr.) u Prvoj knjizi kraljeva, gdje se spominje kako su graditelji Salomonovog hrama došli iz Biblosa, ali i u Knjizi o Ezekielu, gdje se spominju bogatstva Tira.
U vrijeme kralja Ahirama u Biblosu je izgrađen hram Rašefa, Kanaanskog božanstva.
Oko 783. pr. Kr., asirski vladar Tiglat-Pileser III. je natjerao Biblos na savezništvo, a njegov nasljednik Senaherib je potpuno pokorio Biblos 701. pr. Kr., ali je tijekom asirske vlasti zadržao svoje kraljeve. Od 538. do 332. pr. Kr. Biblos je, uz Sidon, Tir i Aruad, bio jedno od četiri fenička vazalna kraljevstva Perzijskog Carstva.
Grčko-rimsko razdoblje počinje s Aleksandrom Velikim 332. pr. Kr. i u Biblosu cvate pomorska trgovina s drugim zemljama na Sredozemlju, ali u manjem omjeru od drugih feničkih gradova poput Tira i Sidona. Rašepov hram biva obnovljen, ali raste i kult boga Adonisa. U 3. stoljeću pr. Kr. gradi se kazalište, a dolaskom kršćanstva u Biblosu je osnovana biskupija.
Godine 636. Biblos i okolicu osvajaju Arapi i trgovina Sredozemljem biva obustavljena sve do Prvog križarskog rata 1098. godine kada ga osvajaju križari. Srednjovjekovni Giblet, kako su ga zvali križari, postaje važni vojni stožer Jeruzalemskog kraljevstva u 11. i 12. stoljeću i tada se gradi Dvorac Biblos. Grad je osvojio Saladin 1187. godine, ali su ga ubrzo povratili križari, samo da bi ga predali mamelučkom vladaru Bajbarsu 1266. godine koji obnavlja njegove zidine.
Od 1516. do 1918. Biblosom vlada Osmansko Carstvo, a od 1920. godine je pod francuskom upravom, do osamostaljenja Libanona 1943. godine.

## Znamenitosti
Evolucija grada je vidljiva iz brojnih ruševina koje su rasute širom Starog utvrđenog grada, od prvih nastambi ribara od prije 7,000 godina, do prvih građevina i monumentalnih hramova iz brončanog doba, do perzijskih utvrda, starorimskog puta, bizantskih crkava, križarske citadele, te srednjovjekovnog islamskog i osmanskog grada.
Zaštićena UNESCO-ova svjetska baština je Stari grad uz luku, nekropola i nekoliko lokaliteta izvan zidina. Unutar zidina nalaze se ostaci Velikog hrama (poznat kao Hram L-oblika) i Hram Bibloške dame (Ba`alat Gebal) iz 2700. pr. Kr. i Hram obeliska iz oko 1600. pr. Kr. Tu su i perzijske zidine (oko 470 m duge), križarska katedrala sv. Ivana i dvorac. Dvorac Biblos (slika desno) je križarski dvorac koji su izgradili križari u 12. stoljeću od vapnenca i ostataka starorimskih građevina. Stari grad je u Osmanskom Carstvu preuređen islamskim sokacima, karavan-sarajima, džamijama i kućama.
- Rimska ulica s kolonadom
- Ostaci feničkog Baalovog hrama
- Tzv. "Hram obeliska"
- Srednjovjekovna katedrala sv. Ivana
- Stari sokak u Biblosu
- Luka Biblosa

## Gradovi prijatelji
Biblos ima ugovore o partnerstvu sa sljedećim gradovima:
| - Cadiz, Španjolska - Izmir, Turska - Orange, Francuska - Patras, Grčka | - Sparti, Grčka - Tripoli, Grčka - Valletta, Malta |

## Vanjske poveznice
- Zemlja cedrova: Biblos (engl.)
- Biblos info